# Aconogonum smallii
Aconogonum smallii là một loài thực vật có hoa trong họ Rau răm. Loài này được (Kongar) Soják mô tả khoa học đầu tiên năm 1982.